# 克羅弗利 (馬里蘭州)
克羅弗利（英語：Cloverly）是位於美國馬里蘭州蒙哥馬利縣的一個普查規定居民點。

## 人口
根據2020年美國人口普查的數據，克羅弗利的面積為26.16平方千米，當中陸地面積為26.07平方千米，而水域面積為0.09平方千米。當地共有人口15285人，而人口密度為每平方千米584.29人。